# 集群网
集群网，是中国移动公司推出的一项服务，网内用户在某个优惠时段可以任意或有限制时间互相拨打不用另收费，而只是收取每月固定集群网费。

## 种类
最早推出的是只可以全球通用户才可入网的集群网，有全国的集群网，如公安网，或省域集群网，如教育网，也有市域的集群网，每月月租各异。最早推出时，为了吸引用户入网，入了集群网后，可免50元月租费，到2006年起，该项免费套餐终止。
短号集群网，则可以全球通、神州行、大众卡、动感地带均可入网，但必须短号互拨，而且只可以入一个短号集群网，由于原来的集群网已发展成形，而且该服务手续繁复，诸多限制，要每个手机号码另外配一个短号，因此原已有集群网的单位很少会再为此改弦更张。除全球通是全天网内免费，其他品牌均是有时间限制内优惠。
家庭式的集群网，但有限制时间，且限制最多可带6个子机，也有几种套餐可以选择，主号必须为全球通用户，其他可以是任意品牌手机用户，甚至可以是电话，主号可以代缴网内其他中国移动公司品牌的子机话费，但不包括电话。